# Central Ohio Film Critics Association Award per la migliore attrice non protagonista
Il Central Ohio Film Critics Association Award per la migliore attrice non protagonista (Best Supporting Actress) è un premio assegnato annualmente nel corso dei Central Ohio Film Critics Association Awards.
Nelle edizioni del 2004 e del 2005 il riconoscimento alla migliore interprete non protagonista femminile e al miglior interprete non protagonista maschile sono stati riuniti in un'unica categoria, miglior performance da non protagonista (Best Lead Performance).

## Vincitori e candidati
I vincitori sono indicati in grassetto.
- 2003
  - Emily Mortimer - Lovely & Amazing (Lovely & Amazing)
  - Kathy Bates - A proposito di Schmidt (About Schmidt)
- 2004
  - Marcia Gay Harden - Mystic River (Mystic River)
  - Renée Zellweger - Ritorno a Cold Mountain (Cold Mountain)
- 2007
  - Jennifer Hudson - Dreamgirls (Dreamgirls)
  - Rinko Kikuchi - Babel (Babel)
- 2008
  - Cate Blanchett - Io non sono qui (I'm Not There)
  - Emily Mortimer - Lars e una ragazza tutta sua (Lars and the Real Girl)
- 2009
  - Marisa Tomei - The Wrestler (The Wrestler)
  - Misty Upham - Frozen River - Fiume di ghiaccio (Frozen River)